# Hanne Kjærholm
Hanne Kjærholm (født 24. maj 1930 i Hjørring) er en dansk arkitekt. I 1953 blev hun gift med møbelarkitekt Poul Kjærholm. Hun var uddannet fra Kunstakademiets Arkitektskole i København i 1956 og åbnede egen tegnestue i 1958, som hun drev uden assistenter frem til sin død den 22. juni 2009. Sideløbende med egen tegnestue var hun 1958-62 og 1965-76 lærer på samme arkitektskole, og fra 1976 var hun ansat som videnskabelig assistent samme sted indtil hun i en alder af 58 år i 1989 blev den første kvindelige professor i bygningskunst.
Hanne Kjærholms produktion er lille, men bemærkelsesværdig. Meget bevidst valgte hun et moderne formsprog med udgangspunkt i traditionen. I 1962 tegnede hun parrets hus ved kysten i Rungsted, der i dag regnes for et hovedværk i dansk arkitektur. Et enkelt, modernistisk hus i traditionen fra Mies van der Rohe. Huset er stramt, symmetrisk og konstruktivt klart i sin moderne klassicisme, hvor arkitektur og møbleringen med Poul Kjærholms møbler udgør et hele.
I 1976 vandt hun konkurrencen om et museumskompleks i Holstebro. Det er et pavillonagtigt byggeri, der er integreret i en eksisterende park omkring en villa, opført 1906 af arkitekt Andreas Clemmensen til tobaksfabrikant Søren Færch og indrettet til,kunstmuseum i 1967. Villaen rummede indtil 2019 hovedindgangen til museumskomplekset. Holstebro Kunstmuseum blev indviet den 11. maj 1981. I 1991 fulgte indvielsen af Holstebro Museum, der kun i enkelte detaljer adskiller sig fra kunstmuseumsdelen. Hanne Kjærholm arbejdede med planer til nye udvidelser af Holstebro Museum indviet 1998, 2001 og 2002 samt fra 2005 med planerne til en ny udvidelse af Holstebro Kunstmuseum, som hun nåede at afslutte inden sin død; indviet i februar 2011. De mange udvidelser af museumskomplekset kombinerede og videreudviklede grundelementerne i det oprindelig byggeri fra 1981. Huset ved kysten i Rungsted og musumsbyggeriet i Holstebro er hendes vigtigste værker.